# GuardAir
A GuardAir AS foi uma companhia aérea norueguesa que operou entre os anos de 1992 até 2001. Com sede no Aeroporto de Sandefjord, operou quatro Dornier 228 e operava em quatro destinos em 2001.
A companhia aérea foi criada com um Cessna 210 para procurar veículos roubados. Após a fusão com a Wing-Tech em 1997, a companhia aérea adquiriu um Dornier 228 e começou a operar. Seu primeiro serviço programado conectou Skien com Oslo, mas durou apenas um ano após o início de outubro de 1998. A companhia aérea então voou voos de Sandefjord para Ålesund, Kristiansund e uma rota internacional para Gotemburgo. A GuardAir ganhou um contrato do governo para voar para Røst e Fagernes a partir de 2000. Finalmente, a companhia aérea estabeleceu uma rota de Trondheimpara Ålesund e Kristiansund. A companhia aérea perdeu um acumulado de 30 milhões de coroas norueguesas e entrou com pedido de falência em 2 de abril de 2001.

## História
A companhia aérea foi fundada em 1992 por Einar Rønnestad, inicialmente operando no Aeroporto de Sandefjord, Torp. A GuardAir começou com um Cessna 210 que operava para a seguradora Storebrand para encontrar carros e barcos roubados. A empresa comprou um Piper PA-31 Navajo em 1995. Ela se fundiu com a Wing-Tech em 1997, tornando Bjørn Wasler um co-proprietário. Um importante contrato foi assinado com os jornais Aftenposten, Bergens Tidende e Stavanger Aftenblad para voar todas as noites. Isso foi feito com serviços triangulares do Aeroporto de Oslo para o Aeroporto de Bergen, e o Aeroporto de Stavanger, retornando a Oslo. Esta rota levou à aquisição de um Dornier 228 em setembro de 1997. Logo um segundo Dornier foi necessário para o tráfego.

## Frota

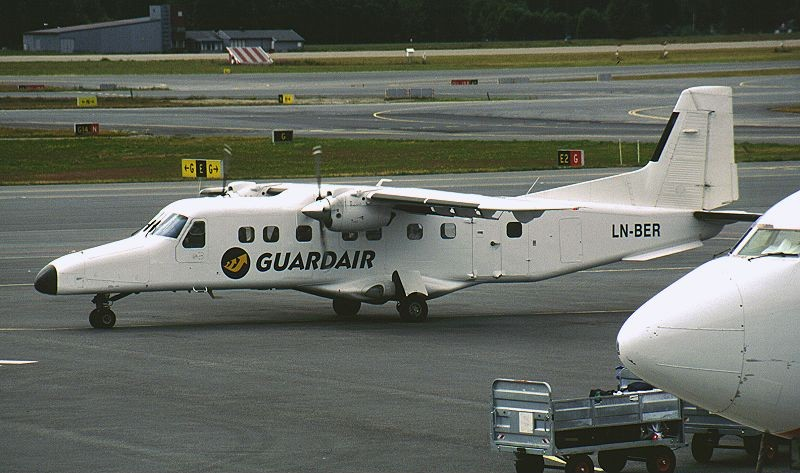
Um dos Dornier Do-228 da GuardAir, em 2000.

A frota da GuardAir, em 2001, consistia nas seguintes aeronaves:
| Aeronaves      | Em Serviço | Ordens | Passageiros | Notas |
| -------------- | ---------- | ------ | ----------- | ----- |
| Dornier Do-228 | 4          | –      | TBA         |       |
| Total          | 4          | 0      |             |       |